# 自己的园地
《自己的园地》，作家周作人的散文集。由于周作人曾经依附大日本帝国，在中国大陆曾饱受批评和批判，但其文学成就，尤其是散文和小品文的艺术造诣，是不容争辩的。
周作人的代表作有散文集《自己的园地》、《雨天的书》、《泽泻集》、《知堂文集》；诗集《过去的生命》；小说集《孤儿记》；论文集《艺术与生活》、《中国新闻学的源流》；论著《欧洲文学史》；回忆录《知堂回想录》。

## 写作及出版
该散文集在1923年出版，收录《自己的园地》18篇，《绿洲》15篇，杂文20篇。

## 内容
该散文集中，周作人借助散文和杂文，表达自己的文学和艺术的看法，例如，他主张新文学和旧文学都应该自由发展，即“宽容”看待文学走向；对于国粹和西化，他主张让民众自己吸收各国文艺优点，不固步自封也不全盘西化；对于文艺，他主张文艺要平民化，才是“真正的人的文学”；该散文集中，他也谈及郁达夫的《沉沦》，汪静之的《蕙的风》，并且阐释了文艺和道德的关系；他也谈到了儿童教育的问题，指出要解决中国儿童自古以来的“精神上的饥饿”（《儿童剧》）。
该散文集里，有大量篇幅讲述了追忆外国诗人和缅怀友人，如《怀旧》、《山中杂信》、《夏夜梦》、《初恋》、《三个文学家的纪念》、《诗人席烈（席勒）的百年忌》、《送爱先珂君》等。

## 评价
该散文集是周作人具有代表性的散文集之一，具有丰富的知识性，用旁征博引来传授知识，阐明观点，有周作人散文和小品文“平和冲淡”的风格，这也成为抗日战争时期左翼文人批判他的理由。